# 朱莉·冈萨洛
朱莉·冈萨洛（英語：Julieta Susana "Julie" Gonzalo，1981年9月9日—）是阿根廷裔美国女演员，最著名的角色是美眉校探中的Parker Lee，灰姑娘的故事中的Shelby以及神奇律師中的Maggie Dekker。2012年，她将在家族风云中饰演男主角Christopher Ewing的女友Rebecca Sutter。